# Chadibe, Tutume
Chadibe är en ort (village) i distriktet Central i östra Botswana. 